# Dionisio Mereles
Dionisio Mereles Ovelar (Paraguay, 23 de febrero de 1986) y es un jugador paraguayo, que juega de mediocampista y su actual equipo es el Fernando de la Mora de la Segunda División de Paraguay.

## Clubes
| Club                | País     | Año         |
| ------------------- | -------- | ----------- |
| General Díaz        | Paraguay | 2008        |
| Sol de América      | Paraguay | 2009        |
| 3 de Febrero        | Paraguay | 2010        |
| General Díaz        | Paraguay | 2011 - 2014 |
| Santaní             | Paraguay | 2015        |
| Comerciantes Unidos | Perú     | 2016        |
| General Díaz        | Paraguay | 2017        |